# Wachseldorn
Wachaseldorn es una comuna suiza del cantón de Berna, situada en el distrito administrativo de Thun. Limita al norte y este con la comuna de Röthenbach im Emmental, al sur con Oberlangenegg y Unterlangenegg, y al oeste con Buchholterberg.
Hasta el 31 de diciembre de 2009 situada en el distrito de Thun.